# Jeppe Moulijn
Jeppe Moulijn (* 1972) ist ein niederländischer Dirigent und Komponist.

## Werke
- Songs of Oblivion (1995–1999) für Mezzosopran, Tenor und Orchester auf Texte von D. H. Lawrence. UA Dez. 2003 in Amsterdam.
- Archipel (2002) für Sopran, Flöte (auch Piccolo, Alt- und Bassflöte), und Streicher auf Texte von Slauerhoff.
- Songs of Twilight (2004) für Kammerchor, großen gemischten Chor und Orchester.
- Soms in de Schemering (2005) für Sopran, Oboe, Viola, Cello und Harfe auf Texte von Louise Mellema.
- Konzert für Viola (2007) für Viola und Orchester.
- Et fit lux (2012) für Stimme und Klavier oder Stimme und Orchester.

| Personendaten    | Personendaten                           |
| ---------------- | --------------------------------------- |
| NAME             | Moulijn, Jeppe                          |
| KURZBESCHREIBUNG | niederländischer Dirigent und Komponist |
| GEBURTSDATUM     | 1972                                    |